# Ford Everest
La Ford Everest è un'autovettura di tipo fuoristrada di grandi dimensioni prodotta dal 2003 dalla casa automobilistica statunitense Ford.
In India la vettura viene venduta come Ford Endeavour.

## Prima generazione (2003-2014)
Ford ha presentato la prima generazione di Everest nel marzo 2003 al salone di Bangkok. Progettato appositamente per i mercati emergenti dell'Asia, l'Everest condivide il 60 percento dei componenti con il pick-up Ranger, compresi la gamma di motori turbodiesel da 2,5 litri e parte della carrozzeria anteriore fino alla sezione dei montanti centrali; in buona sostanza rappresenta la versione fuoristrada “chiusa” del Ranger. Per lo sviluppo dell'auto la casa ha investito oltre 100 milioni di dollari, inclusi gli investimenti necessari per la produzione.
In quanto si basa sulla Ranger, ha mantenuto lo stesso telaio a longheroni compreso lo schema di sospensioni indipendenti a quadrilatero anteriori e a balestra posteriori. La trazione è posteriore oppure integrale con ridotte.
L'Everest è stato venduto in Asia, Medio Oriente, America Centrale e Bahamas. Veniva prodotto nello stabile Auto Alliance in Thailandia a Rayong, e assemblato in kit CKD a Chengalpattu in India e Hải Dương in Vietnam. In India, l'Everest è stato introdotto nel 2003 ribattezzato Ford Endeavour.
La carriera commerciale è stata uguale a quella del pick-up Ranger sia per quanto riguarda l’evoluzione stilistica che per quella meccanica.
Un primo restyling si è avuto nel 2006 dove venne introdotto il nuovo frontale caratterizzato da nuovi paraurti, nuova calandra e nuova fanaleria oltre a modifiche e migliorie agli interni. Venne migliorata la trasmissione integrale fornita dalla Borg Warner e venne aggiunta alla gamma motori il diesel common rail 2.5 TDCi che erogava 143 cavalli e 330 Nm di coppia massima e affiancava il 3.0 diesel TDCi common rail da 156 cavalli e 380 Nm di coppia.

## Seconda generazione (2014-2022)

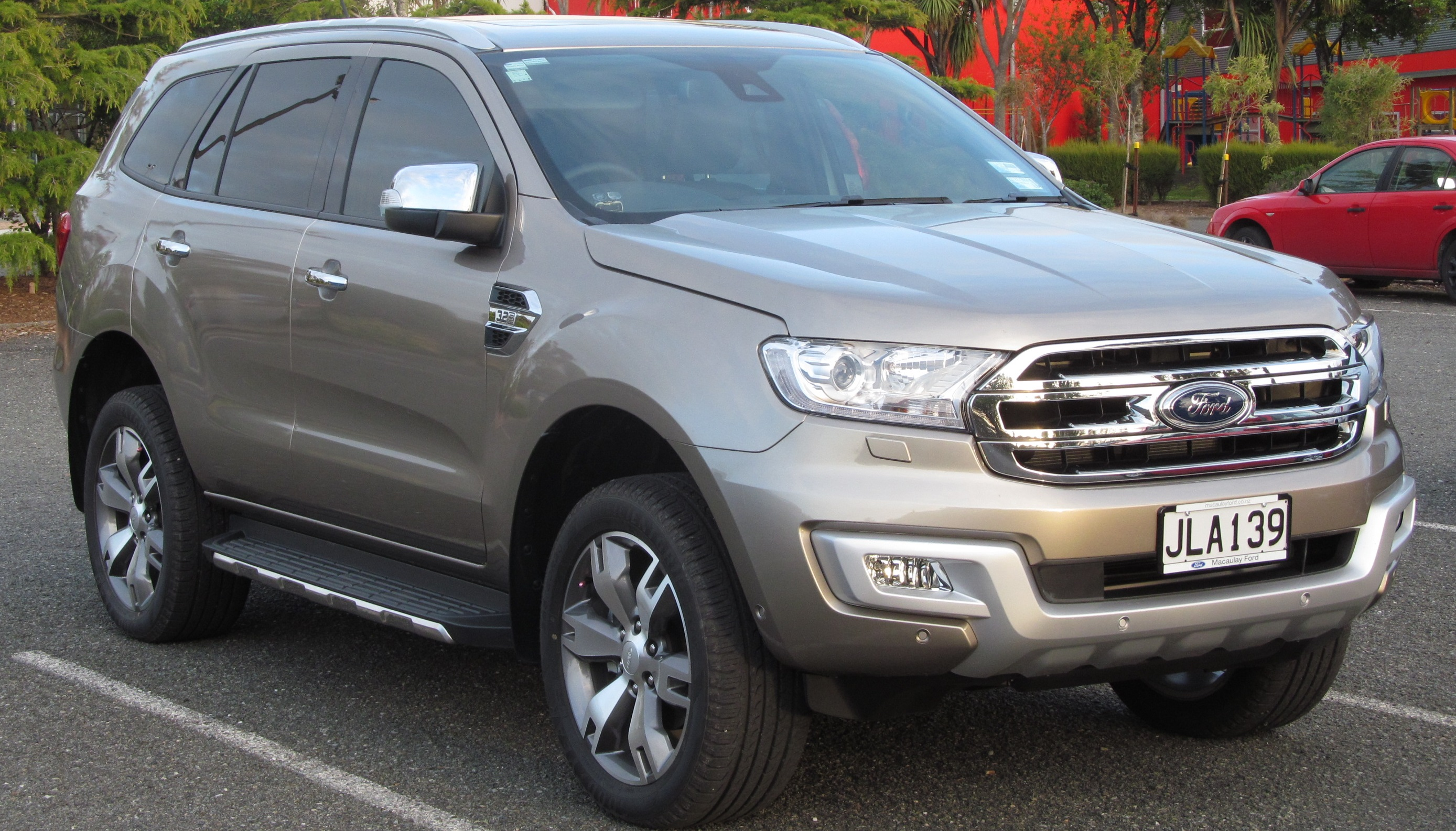
La seconda generazione

La seconda generazione dell'Everest è stata anticipata dalla concept car semi definitiva nel marzo 2014 al salone di Pechino mentre la versione di serie viene svelata nel novembre 2014 al Guangzhou International Motor Show. Basata sul telaio a longheroni della Ford Ranger T6, la vettura è stata sviluppata dalla divisione Ford Australia e viene prodotta in Thailandia nello stabilimento di Rayong. Successivamente la Ford ha avviato la produzione anche in altri mercati emergenti: in Sudafrica viene prodotta nello stabilimento di Pretoria che già produceva il Ranger, in Cina viene prodotta dalla joint venture JMC-Ford nello stabilimento JMC di Nanchang, in Vietnam viene assemblata in complete knock down nella fabbrica Ford di Hải Dương mentre in India nello stabilimento della sussidiaria Ford India di Chennai. L'Everest viene proposta a trazione posteriore o integrale con il sistema Terrain Management System che dispone di quattro settaggi per i differenti fondi stradali. La gamma motori è composta 2.0 benzina turbo EcoBoost e dai motori diesel Duratorq 2.2 TDCi common rail da 160 CV e 3.2 TDCi common rail da 200 CV.

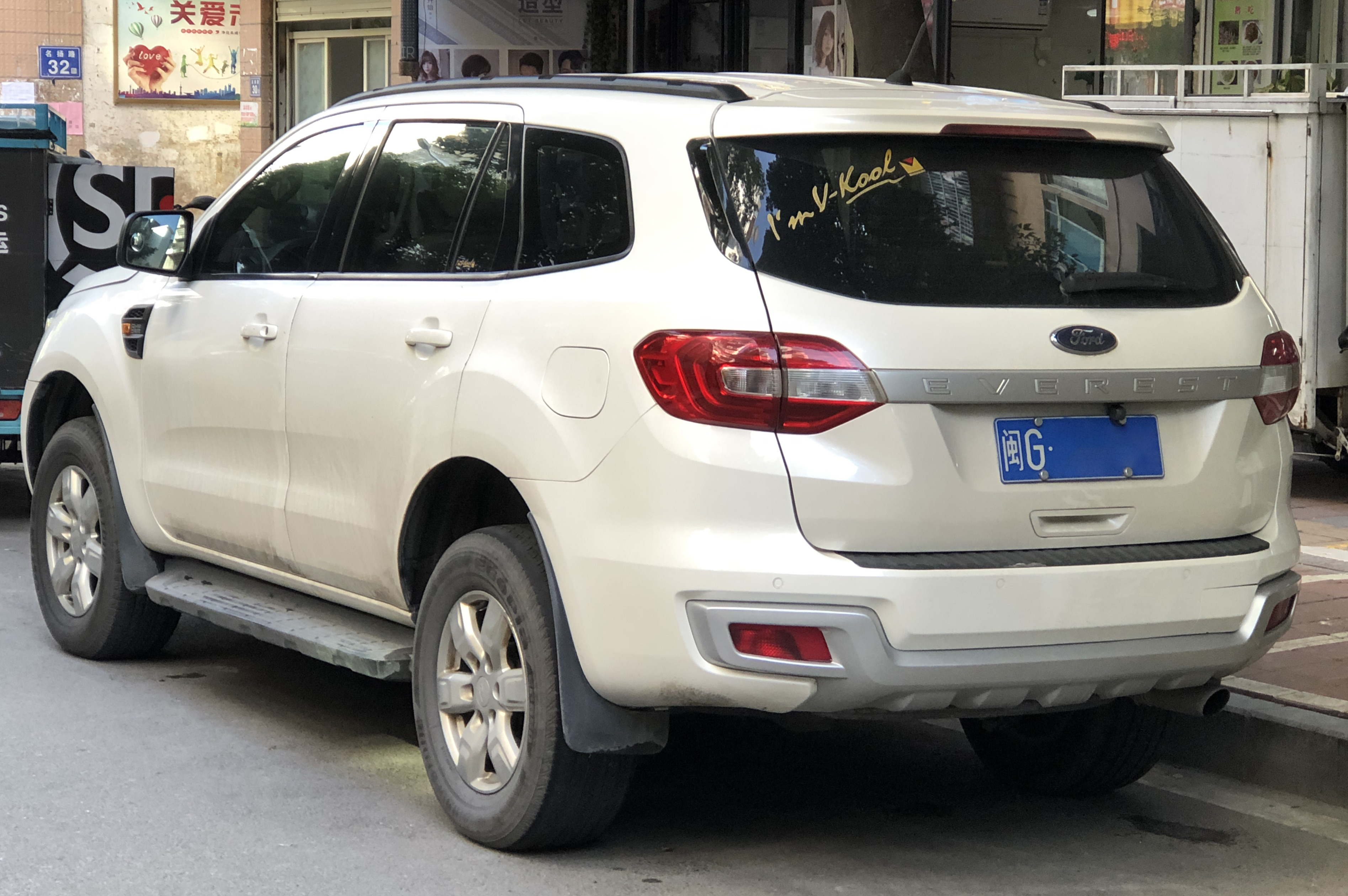

La seconda generazione di Everest condivide lo stesso frontale con il pick-up Ranger T6 e possiede un design molto più moderno rispetto alla precedente serie, con la classica calandra esagonale e i fanali trapezoidali tipici del corso stilistico Kinetic Design. Dal punto di vista delle dimensioni la vettura è leggermente più corta raggiungendo i 4,893 metri ma più larga (1,862 metri) e più alta (1,836 metri), con il passo che è stato ridotto a 2,850 metri.
L'Everest ha ricevuto un restyling nel maggio 2018, in coincidenza con il restyling del Ranger. Oltre a leggere modifiche al design che includevano nuova calandra cromata, nuovi paraurti e nuova fanaleria a LED è stato introdotto un nuovo motore diesel Eco Blue bi-turbo da 2,0 litri accoppiato ad un cambio automatico a 10 rapporti. Inoltre vengono introdotti nuovi dispositivi di assistenza alla guida come la frenata automatica di emergenza in caso di ostacolo, riconoscimento ciclisti e pedoni e sensore di monitoraggio della pressione degli pneumatici, un portellone apribile elettricamente con sensore sotto il paraurti e nuovi cerchi in lega. I cambiamenti interni includono materiali più morbidi al tatto e nuovo sistema di infotainment.

## Terza generazione (2022-)

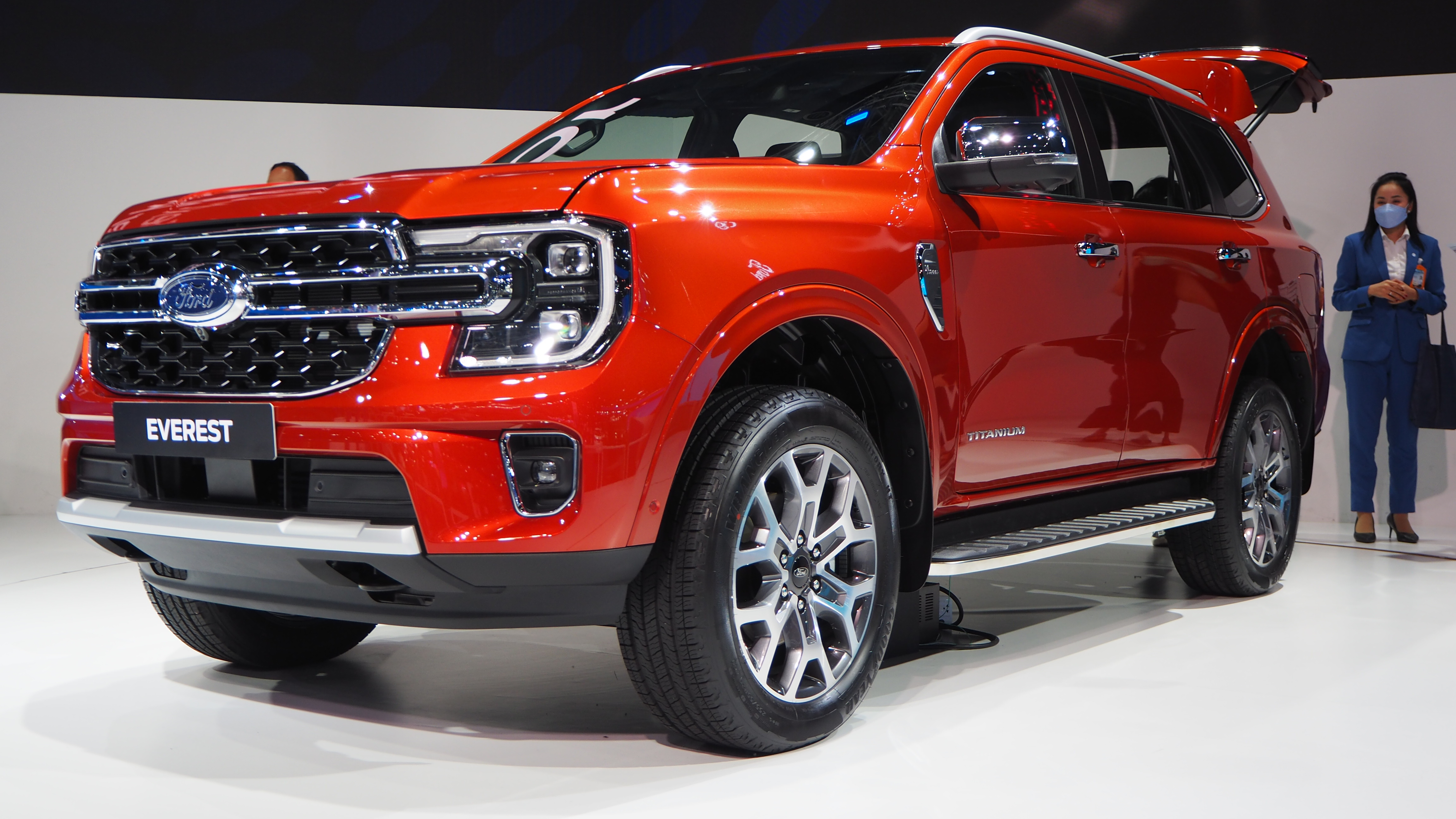
Everest III

La Ford Everest di terza generazione è stata svelata il 1° marzo 2022. Le dimensioni complessive dell'Everest di terza generazione rimangono sostanzialmente le stesse.